# Revolcón
Revolcón es el segundo disco del grupo de rock español Marea, lanzado al mercado en el año 2000, con el que empezaba a consolidarse el grupo a nivel nacional.

## Lista de canciones
| Revolcón | Revolcón                                                                       | Revolcón |
| N.º      | Nombre                                                                         | Duración |
| -------- | ------------------------------------------------------------------------------ | -------- |
| 01       | Barniz                                                                         | 03:54    |
| 02       | Incandescente                                                                  | 04:10    |
| 03       | Amor temporero                                                                 | 04:00    |
| 04       | Corazón de mimbre (con Ángel Rodríguez como guitarra de 12 cuerdas)            | 05:37    |
| 05       | El perro verde (con Iker Piedrafita y Enrique Villarreal «El Drogas» como voz) | 04:02    |
| 06       | Duerme conmigo                                                                 | 03:40    |
| 07       | Canto de tierra seca I (con Domingo Calzado como voz)                          | 01:12    |
| 08       | Canto de tierra seca II                                                        | 03:26    |
| 09       | Prima tristeza                                                                 | 03:31    |
| 10       | Mojama                                                                         | 03:55    |
| 11       | Si viene la pestañí                                                            | 03:41    |
| TOTAL    | TOTAL                                                                          | 40:52    |